# 艾琳·帕帕斯
艾琳·帕帕斯（希臘語：Ειρήνη Παππά，羅馬化：Eiríni Pappá，國際音標：[iˈrini paˈpa]；1926年9月3日—2022年9月14日），希腊女演员及歌手，生于希腊科林西亚州，自1948年出道，50年间出演过70余部电影，1961年获柏林国际电影节最佳女演员奖项，国家评论协会最佳女演员奖项，2009年获威尼斯双年展金狮奖。帕帕斯与马龙·白兰度有绯闻关系。2022年9月14日因阿茲海默症離世，享耆壽96歲。

## 早年生活
帕帕斯於1929年9月3日出生在希臘科林斯郊外的奇利奧莫迪村，原名埃裡尼·勒勒庫（Ειρήνη Λελέκου）。她的母親Eleni Prevezanou（Ελένη Πρεβεζάνου）是一名教師，她的父親Stavros Lelekos（Σταύρος Λελέκος）在科林斯的索菲科斯學校教授古典戲劇。她回憶說，她總是表現得像個孩子，用破布和木棍製作洋娃娃。看過一次到訪其村落的巡迴劇團的表現之後，她便經常帶上黑色頭巾，為其他孩子表演。她們舉家在她七歲時搬到了雅典，從15歲起就在雅典的希臘國家劇院戲劇學校接受教育，學習舞蹈和唱歌。她覺得學校所宣導的演技老套、正式、程式化，她對此顯得抗拒，導致她不得不重讀一年。她最終於1948年畢業。

## 外部連結
- 艾琳·帕帕斯在互联网电影资料库（IMDb）上的資料（英文）
- 互聯網百老匯資料庫（IBDB）上艾琳·帕帕斯的資料（英文）
- 艾琳·帕帕斯的Discogs页面（英文）
- Irène Papas regarding her work as an actress （页面存档备份，存于） (video interview with context and transcript) from Europe of Cultures, 1 June 1980